# لیگ فوتبال استان خراسان شمالی
لیگ استان خراسان شمالی که با نام "سوپرلیگ فوتبال خراسان شمالی" نیز نامبرده میشود،  بالاترین سطح فوتبال در استان خراسان شمالی می باشد که در پنجمین سطح از فوتبال ایران و بعد از لیگ دسته سوم فوتبال ایران قرار دارد. قهرمان این جام به مسابقات کشوری لیگ دسته سوم فوتبال ایران راه می‌یابد و جواز حضور در جام حذفی را کسب می‌کند.
این مسابقات بخشی از برنامه ویژه آسیا است.

## نحوه برگزاری
مسابقات به صورت بازیهای رفت و برگشت و بین ۱۰ تیم برگزار می‌شود.
```
قهرمان لیگ به 
لیگ دسته سوم فوتبال ایران
 صعود می‌کند و دو تیم قعرنشین به لیک یگ استان خراسان شمالی سقوط می کنند. این مسابقات هر سال توسط هیئت فوتبال استان خراسان شمالی برگزار می‌شود.
```

## قهرمان فصل ۱۴۰۲
آخرین قهرمان این رقابت ها در فصل ۰۳-۱۴۰۲ تیم فوتبال  پاسارگاد شیروان بود و در مسابقات لیگ دسته سوم فوتبال ایران در فصل ۰۴-۱۴۰۳ تنها نماینده خراسان شمالی خواهد بود. 

## فصل ۰۴-۱۴۰۳

### تیم های حاضر[۳]
- انتظار بجنورد
- پیام انتظار بجنورد
- باغچق بجنورد
- عقاب بجنورد
- استقلال نوین بجنورد
- پیروزی جوان شیروان
- سینا بجنورد(جاجرم)
- جواهری عظیمی اسفراین
- شاهین بجنورد
- پاس بجنورد